# Phil Laak
Pour les articles homonymes, voir Laak.
Phil Laak (né le 8 septembre 1972 à Dublin, Irlande) est un joueur de poker professionnel. Il est surnommé « Unabomber » dans le milieu du poker.

## Biographie
Né en Irlande, Phil Laak grandit aux États-Unis où il fit des études d'ingénieur. Après ses études, il occupa plusieurs métiers tels que jardinier, programmeur, courtier en bourse, et même « voleur de voiture professionnel » (selon ses propres termes).
Alors joueur amateur de backgammon, il gagna un tournoi de cette discipline en 1997[réf. nécessaire]. C'est en 1999 qu'il découvre véritablement le poker. En 2000, il fait la rencontre d'Antonio Esfandiari (également joueur de poker professionnel) aux WSOP, avec qui il s'installera quelque temps en colocation, qui lui apprendra à gérer l'argent gagné après ses victoires en tournois, et qui deviendra l'un de ses meilleurs amis.
Phil Laak est le compagnon de l'actrice américaine et joueuse de poker Jennifer Tilly, qu'il a rencontrée en 2004 lors d'un tournoi du World Poker Tour sur invitation.
En 2010, au Bellagio de Las Vegas, Phil Laak a établi le record du monde de la plus longue session de poker, 115 heures, battant le précédent record officiel de 72 heures.

## Palmarès
Phil Laak a remporté le World Poker Tour Invitational en 2004 pour 100 000 €, et le tournoi de No Limit Hold'em Six Handed à 2 500 £ des World Series of Poker Europe en 2010 pour 170 802 £.
Phil Laak a gagné plus de 3 000 000 € en tournois live.

## Caracteristiques, le Unabomber
Phil Laak doit sa popularité à son style de jeu imprévisible et à son comportement exubérant à la table. Ainsi il a longtemps joué invariablement habillé de la même façon, avec un sweat-shirt gris dont il se rabattait la capuche sur sa tête, son regard caché derrière des lunettes noires. Cet accoutrement lui a valu le surnom de « Unabomber » que lui a donné Gus Hansen, (Unabomber étant le surnom du terroriste et mathématicien américain Theodore Kaczynski, qui portait lui aussi un sweat-shirt et des lunettes). Lorsqu'il misait l'intégralité de son tapis (all in), au risque de quitter le tournoi en cas de revers, Phil Laak avait l'habitude de tirer sur les cordons de sa capuche, dissimulant ainsi son visage à l'intérieur de son sweat-shirt à la façon du personnage de Kenny dans South Park.
Phil Laak n'hésite non plus pas à sauter ou courir autour de la table ainsi qu'à quitter sa chaise pour faire des séries de pompes et d'abdominaux au sol. Ce comportement survolté reste généralement bien accepté par ses adversaires bien que certains puissent considérer cette façon de jouer peu professionnelle. Néanmoins il ne faut pas s'y tromper : si Phil Laak a parfois un comportement des plus incongrus lorsqu'il joue, il sait ce qu'il fait et ne joue pas n'importe comment. Si ses agissements sont inattendus et exubérants, sa façon de jouer est calculée. C'est un joueur difficile à lire et son style de jeu est généralement considéré comme agressif et imprévisible.
Phil Laak se passionne également pour le cerveau humain, la télépathie et la cognition, il déclare d'ailleurs avoir le pouvoir de lire dans les pensées de ses adversaires.